# Apolinario Mabini
Apolinario Mabini y Maranan (ur. 23 lipca 1864, zm. 13 maja 1903) – filipiński polityk, filozof oraz rewolucjonista. Sporządził tekst konstytucji Pierwszej Republiki Filipińskiej (z lat 1899-1901). W roku 1899 objął stanowisko pierwszego premiera Filipin. W filipińskiej historiografii znany jest pod przydomkami: "Wspaniałego Paralityka" oraz "Mózgu Rewolucji".

## Młodość
Mabini urodził się w Baranagay Talaga w Tanauan w prowincji Batangas, na filipińskiej wyspie Luzon. Był drugim spośród ośmiorga dzieci Dionisii Maranan, handlarki z Tanauan, oraz Inonencia Mabini'ego, niepiśmiennego chłopa.
Nieoficjalnie, Mabini podjął edukację u swojego dziadka ze strony matki, który był nauczycielem w szkole wiejskiej. Ze względu na nieprzeciętną inteligencję, Mabini został przeniesiony do szkoły powszechnej. Jej kierownikiem był Simplicio Avelino, u którego Mabini pracował jako służący. Uczeń Avelino podjął również dorywczą pracę u miejscowego krawca – w zamian za darmowe wyżywienie i zakwaterowanie. Później, Mabini przeniósł się do szkoły prowadzonej przez ojca Valerio Malabanana, słynnego wykładowcę, o którym wspomniał Jose Rizal w powieści "El Filibusterismo".
W roku 1881 Mabini otrzymał stypendium na naukę w koledżu San Juan de Letran w Manili. Według niepotwierdzonych pogłosek, profesor wyżywał się na nim z powodu jego niskiego pochodzenia. Mabini w tym czasie nosił podarte ubrania, które jednoznacznie wskazywały na kiepski status materialny jego rodziny. Jednak zdumiał on swojego wychowawcę wiedzą i umiejętnością odpowiedzi na serię trudnych pytań. Mabini kilkakrotnie przerywał naukę z uwagi na brak pieniędzy. W międzyczasie dorabiał na swoje utrzymanie i zakwaterowanie, udzielając dzieciom korepetycji.
Matka Mabini'ego pragnęła, by jej syn został księdzem. Jednak on wolał podjąć studia prawnicze, by móc bronić praw biednych ludzi. W rok po uzyskaniu tytułu licencjata (z wyróżnieniem) oraz tytułu profesora łaciny, Mabini podjął studia na uniwersytecie w Santo Tomas. W roku 1894 zakończył edukację na wydziale prawa.

## Początki działalności politycznej
Podobno już podczas pobytu w Letran Mabini zaczął skłaniać się ku idei egalitaryzmu. Pewnego dnia, w drodze powrotnej do Tanauan, Mabini spotkał księdza. Gdy ksiądz wyciągnął ku niemu rękę, by mógł ją pocałować (co wówczas było powszechnym zwyczajem), Mabini poprzestał na uściśnięciu ręki duchownego. Później wyjaśnił swemu bratu, że tylko rodzice zasługują na to, by całować ich ręce.
Pierwsze oficjalne kontakty ze światem polityki Mabini nawiązał podczas studiów na Uniwersytecie w Santo Tomas. Zainteresował się wówczas ruchem reformatorskim i wstąpił do tajnej organizacji Jose Rizala o nazwie Liga Filipińska (La Liga Filipina), potajemnie opracowującej plany reform w administracji rządowej.
Do obowiązków Mabini'ego w organizacji należało prowadzenie korespondencji z przedstawicielem ruchu reformatorskiego w Hiszpanii, Marcelo del Pilarem – redaktorem gazety "La Solidaridad". Dzięki listom od Mabiniego, Pilar na bieżąco otrzymywał informacje o wydarzeniach na Filipinach.

## Choroba i paraliż

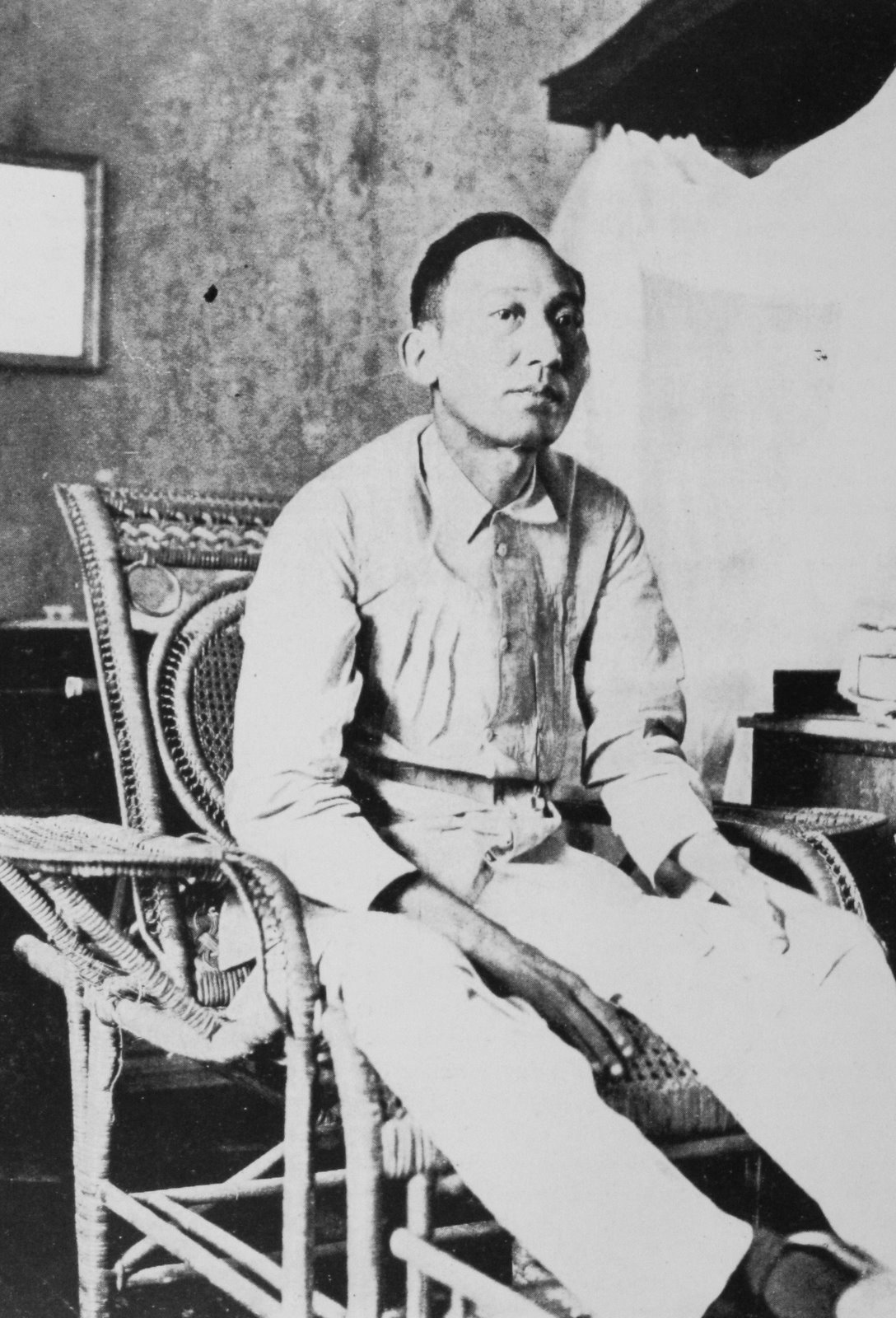
Apolinario Mabini

Na początku roku 1896 Mabini zaraził się chorobą Heinego-Medina, która doprowadziła do paraliżu jego nóg. Później, w okresie działalności politycznej, przeciwnicy Mabiniego wykorzystywali chorobę przeciwko niemu. Rozgłaszali nieprawdziwe informacje, że paraliż Mabiniego był powikłaniem choroby wenerycznej – zarzuty te zostały ostatecznie odparte.
Gdy w tym samym roku wybuchła rewolucja, władze hiszpańskie aresztowały go jako aktywnego członka ruchu reformatorskiego. Jednak fakt, że Mabini nie mógł się poruszać, zdjął z niego podejrzenia i przyczynił się do zwolnienia go z aresztu. Po zwolnieniu odesłano go do szpitala San Juan de Dios.

## Rewolucja w roku 1896
Wierząc w możliwość osiągnięcia sukcesu przez Ruch Reformatorski, Mabini początkowo nie popierał czynu zbrojnego w rewolucji z roku 1896. Jednak gdy w grudniu tego roku władze hiszpańskie wykonały egzekucję na Jose Rizalu, Mabini zdecydowanie poparł ideę powstania.
W roku 1898, w trakcie wakacji w Los Baños w prowincji Laguna, Mabini otrzymał poselstwo od Emilia Aguinaldo. Setki tysięcy tragarzy na zmianę niosły hamak Mabini'ego do Kawitu. Aguinaldo, ujrzawszy ciężki stan fizyczny współorganizatora powstania, początkowo zwątpił w możliwość współpracy.
Mabini wykazywał jednak szczególną aktywność podczas rewolucji w roku 1898, gdy pełnił funkcję głównego doradcy generała Aguinaldo. Wydawał zarządzenia i opracował pierwszą na kontynencie azjatyckim konstytucję pierwszej Republiki Filipińskiej. Zawarł w niej projekt powołania rządu rewolucyjnego, który później ustanowiono w Malolos w roku 1899.
W nowym, niezależnym rządzie dyktatorskim Emilio Aguinaldo, powołanym 2 stycznia 1899 r., Mabini otrzymał stanowisko premiera oraz ministra spraw zagranicznych. Ostatecznie, rząd proklamował republikę w dniu 23 stycznia 1899 r. Mabini stanął na czele jej pierwszego rządu.
Kadencja Mabiniego przypadała na najbardziej krytyczny okres w dziejach młodego państwa. Musiał on sprostać licznym problemom, z których wcześniej nawet nie zdawał sobie sprawy. Do najważniejszych kwestii należały negocjacje ze Stanami Zjednoczonymi, rozpoczęte 6 marca 1899 r. Stany Zjednoczone i Republika Filipińska uwikłane były w ostry spór, który doprowadził do konfrontacji zbrojnej. W trakcie rokowań pokojowych, Amerykanie początkowo zgodzili się uznać niezależność rządu Aguinaldo, jednak rozmowy zakończyły się fiaskiem, ponieważ Stany Zjednoczone odmówiły Mabini'emu zawieszenia broni. Premier Filipin próbował wznowić negocjacje i zaproponował rozejm, lecz jego starania nie przyniosły skutku. Ostatecznie, widząc, że Amerykanie mają wobec Manili "nieszczere intencje", Mabini zerwał rozmowy, zgromadził lud i opowiadał się za kontynuacją wojny. Z administracji ostatecznie odszedł 7 maja 1899 r.

## Schyłek życia i śmierć
Mabini należał do bractwa wolnomularskiego.
10 grudnia 1899 r. został on pojmany przez Amerykanów w Cuyapo w prowincji Nueva Ecija, lecz później wyszedł na wolność. W roku 1901 został zesłany na wyspę Guam razem z rzeszami rewolucjonistów, których Amerykanie określali mianem "insurrectos". W roku 1903, po złożeniu przysięgi wierności Stanom Zjednoczonym, Mabini otrzymał pozwolenie na powrót do ojczyzny.
13 maja 1903 r. Mabini zmarł na cholerę w Manili.

## Dziedzictwo
Na Filipinach istnieją dwa miejsca poświęcone pamięci Apolinarego Mabini:
- dom, w którym zmarł znajduje się obecnie w kampusie Politechniki Filipińskiej w Pandacan, w Manili. Skromne mieszkanie zawiera oryginalne umeblowanie, część spuścizny literackiej Mabiniego i przedmioty pamiątkowe. Mieści również część zbiorów biblioteki miejskiej.
- Mabini został pochowany w mieście, gdzie się urodził – Tanauan w prowincji Batangas. Wzniesiono tam również replikę domu, w którym przyszedł na świat pierwszy premier Filipin.

Jego wizerunek wraz z podobizną Andresa Bonifacio został umieszczony na filipińskiej monecie o nominale 10 peso bitej w latach 2000-2017. W 2017 roku design monety uległ zmianie i na monetach o nominale 10 peso wybijanych w latach 2017-2020 znajduje się już tylko wizerunek Mabiniego. Podobizna Apolinario Mabiniego zdobi także banknot o nominale 10 peso.
Na cześć Mabiniego jego nazwiskiem nazwano cztery miasta na Filipinach w prowincjach: Batangas, Bohol, Compostela Valley oraz Pangasinan.
Imię Apolinario Mabiniego otrzymała korweta filipińskiej marynarki wojennej, BRP Apolinario Mabini (PS-36).
Rząd filipiński corocznie przyznaje Nagrodę im. Apolinarego Mabiniego osobom niepełnosprawnym, które odznaczyły się szczególnymi osiągnięciami.
W roku 1922 w Lipa City otwarto Akademię im. Mabiniego.
Jest on patronem odznaczenia państwowego nadawanego od 1974 za wybitne zasługi w służbie dla Filipin dokonane za granicą – Gawad Mabini.

## Kontrowersje wokół przyczyny paraliżu Mabiniego
Jeszcze za życia Mabiniego, publicznie toczono dyskusje na temat przyczyn jego niepełnosprawności. Wewnętrzne spory wśród uczestników kongresu Malolo doprowadziły do rozpowszechnienia pogłosek, że przyczyną paraliżu Mabiniego była choroba weneryczna, a dokładnie – syfilis. Informacje te zostały ostatecznie zdementowane dopiero w roku 1980, gdy ekshumowane szczątki Mabiniego poddano sekcji. Wykazano wówczas, że przyczyną paraliżu była choroba Heinego Medina.
Jednak Narodowy Artysta (tytuł przyznawany najwybitniejszym artystom na Filipinach) F. Sionil Jose zbyt późno dowiedział się o faktycznych przyczynach choroby Mabiniego. Zanim historyk Ambeth Ocampo poinformował go o wynikach autopsji premiera, wydał on powieść "Po-On", zawierającą wątek związany z chorobą Mabiniego. Jego fabuła oparta jest na fałszywym przeświadczeniu, że Mabini doznał paraliżu z powodu syfilisu.
W kolejnych wydaniach powieści, pisarz poprawił błąd i zamieścił przeprosiny:
"W pierwszym wydaniu powieści Po-on popełniłem poważny błąd. Żadne przeprosiny nie naprawią szkody, którą wyrządziłem wielkiej pamięci Mabiniego... Zdaniem historyka Ambetha Ocampo, oszczerstwo wobec niego rozsiewali wpływowi ludzie z otoczenia Aguinaldo, którzy chcieli pozbawić premiera autorytetu etycznego oraz ideologicznego. Udało im się. Więc, co jeszcze zmieniło się w naszym kraju?"

## Cytaty
Mabini
O składzie swego rządu:
"... jest to rząd bezpartyjny, jego członkowie wywodzą się z różnych opcji politycznych, jednak ich wspólnym celem jest dobro ojczyzny."
Na temat Mabiniego
Były wojskowy gubernator Filipin, gen. Arthur MacArthur, przedstawiając Mabiniego przed komisją senacką w roku 1902 rzekł:
"Mabini to wykształcony, młody człowiek, który niestety jest sparaliżowany. Odebrał klasyczne wykształcenie. Posiada bardzo pojętny i szybki umysł. Jego poglądy były dla mnie znacznie bardziej zrozumiałe niż poglądy jakiegokolwiek Filipińczyka. Jego marzeniem było utworzenie konfederacji malajskiej. Obejmowałaby ona nie tylko wyspę Luzon ani Archipelag Filipiński, ale – wszystkie ludy tej samej krwi. Mabini to marzyciel, ale równocześnie człowiek o bardzo silnym charakterze i nieprzeciętnych umiejętnościach. Ale jak powiedziałem, jest on niestety sparaliżowany. To młody człowiek, który niewątpliwie mógłby w przyszłości w wielkim stopniu przysłużyć się Filipinom, gdyby nie jego schorzenie."